# خزنده‌بال
خزنده‌بال (نام علمی: Sauripterus) نام یک سرده از تیره ریشه‌دندان‌سانان است.